# Caroline Ribeiro
Caroline Ribeiro Magalhães Rego (Belém, 20 de setembro de 1979) é uma modelo e apresentadora brasileira.   

## Biografia
Nascida em Belém do Pará, Caroline começou sua carreira aos 16 anos, após vencer o concurso Elite Model Look, de 1996 e fez vários trabalhos no Brasil e no exterior, para marcas como Gucci, Valentino, Yves Saint Laurent, Rosa Chá etc., além de dezenas de capas de revistas e editoriais, em 2000, ganhou asas e integrou o seleto time de "Angels" da Victoria's Secret.
Caroline Ribeiro foi contratada como o novo rosto da Revlon, num contrato de US$ 6 milhões anuais. 
Caroline é descendente de africanos, índios e portugueses e chama a atenção por ter um biotipo exótico.
Aos 21 anos, Caroline caiu nas graças da Revlon depois de protagonizar campanhas da Versace, Louis Vuitton, Gucci e Calvin Klein. Com apenas cinco anos de carreira, fez mais de mil desfiles e passou a ganhar até US$ 100 mil por hora de trabalho. Após o contrato com a fabricante de cosméticos, tornou-se a modelo brasileira mais bem paga da história, depois de Gisele Bündchen (a quem pode substituir no ano que vem, na campanha da rede de magazines C&A).
Residente em São Paulo, Caroline é casada e tem um filho. Em 2008 foi contratada pela MTV para apresentar o programa Arquivo Luau, apresentou o programa A Fila Anda, e, finalmente, o IT MTV.
Desde 2018 apresenta o reality Um Por Todos, na Band.                          No Dia 15 de Junho de 2016  modelo participou do revezamento da Tocha Olímpica Rio 2016 como condutora da chama que representou os Jogos Olímpicos Rio 2016. “É uma honra participar da condução da tocha. Essa preciosidade é para poucos. E representar Belém é ainda mais, porque o Pará me deu força na minha carreira e nunca me deixou esquecer de onde eu vim”,disse a modelo.